# 巴斯潘特
巴斯潘特（法語：Basse-Pointe，法語發音：[bas pwɛ̃t]）是法国海外省马提尼克的一个市镇，属于拉特里尼泰区。

## 地理
巴斯潘特（14°52'7"N, 61°7'13"W）面积27.95 平方千米，位于法国海外省马提尼克。
与巴斯潘特接壤的市镇（或旧市镇、城区）包括：拉茹帕布永、勒洛兰、马库巴、勒普雷舍。
巴斯潘特的时区为UTC−04:00（大西洋时区）。

## 行政
巴斯潘特的邮政编码为97218，INSEE市镇编码为97203。

## 政治
巴斯潘特的现任市长为玛丽-泰蕾兹·卡西米里于斯（Marie-Thérèse Casimirius）女士，任期为2020-2026年。

## 人口

1962-2008年间巴斯潘特人口变化图示

巴斯潘特于2022年1月1日时的人口数量为2810人。